# منطقه شمال ادانسی
منطقه شمال ادانسی (به لاتین: Adansi North District) در غنا است که در Fomena واقع شده‌است.
بین طول جغرافیایی ۱٫۵ درجه غربی، عرض جغرافیایی ۶٫۳ درجه شمالی قرار دارد. این منطقه از جنوب به منطقه جنوبی آدانسی، از شمال شرقی به شرق آمانسی، از جنوب غربی به شهرداری اوبواسی و از غرب به منطقه مرکزی آمانسی محدود می‌شود. این ناحیه دارای مساحت کل ۱۱۴۰ مترمربع است که ۴٫۶۷ درصد از کل مساحت منطقه اشانتی را با ۹۴ جامعه، ۳۵ منطقه انتخاباتی، ۷ شورای منطقه و ۲ حوزه انتخابیه (حوزه انتخابیه فومنا و حوزه انتخابیه آسوکوا) نشان می‌دهد. کل جمعیت این منطقه ۷۶۰۰۰ نفر با ۳۶۹۳۶ مرد و ۳۹٬۰۶۴ زن است (بر اساس سرشماری سال 2000).

## استفاده از زمین ، پوشش گیاهی و آب و هوا
کاربری اراضی: اراضی متعلق به روستا و مردم منطقه است. متوسط سطح مزرعه برای هر دارنده ۱ هکتار است. این زمین‌ها برای محصولات زراعی، دامداری و ساخت و ساز استفاده می‌شود.
تملک زمین برای اهداف کشاورزی می‌تواند توسط:
- خرید کامل
- اجاره
- ابونو: برای گیاهان زراعی
- آبوسا: برای محصولات غذایی

پوشش گیاهی: جنگل نیمه برگریز.
آب و هوا: آب و هوای نیمه استوایی با دمای متوسط از 26oC-30oC. الگوی بارندگی این منطقه دو حالته است و به این معنی است که در سال دو رژیم بارندگی دارد که کل بارندگی سالانه آن از ۱۲۵۰ میلی‌متر تا ۱۷۵۰ میلی‌متر است.